# George Gedge
George Gedge (* 16. März 1930) ist ein ehemaliger australischer Sprinter und Hürdenläufer.
Bei den British Empire Games 1950 in Auckland schied er über 440 Yards im Vorlauf aus, wurde Sechster über 440 Yards Hürden und siegte mit der australischen 4-mal-440-Yards-Stafette.
1950 wurde er Australischer Meister über 220 Yards Hürden.